# Eukoenenia hanseni
Espèce
Synonymes
- Koenenia hanseni Silvestri, 1913

Eukoenenia hanseni est une espèce de palpigrades de la famille des Eukoeneniidae.

## Distribution
Cette espèce est endémique du Mexique,.
Les spécimens observés aux Bermudes, au Maroc, en Égypte, à La Réunion, à l'île Maurice et à Madagascar sont des Eukoenenia florenciae pour Bruno Condé,.

## Description
Le mâle holotype mesure 1,15 mm.
Les mâles mesurent de 1,12 à 1,30 mm et les femelles de 1,34 à 1,59 mm.

## Étymologie
Cette espèce est nommée en l'honneur de Hans Jacob Hansen.

## Publication originale
- Silvestri, 1913 : Novi generi e specie di Koeneniidae (Arachnida, Palpigradi). Bollettino del Laboratorio di Zoologia Generale e Agraria della R. Scuola Superiore d'Agricoltura, Portici, vol. 7, p. 211-217 (texte intégral).